# 宮本和奏
宮本 和奏（みやもと わかな、2006年5月30日 - ）は、日本のファッションモデル、女優。東京都出身。レプロエンタテインメント所属。
なお現在は芸能活動を引退している。

## 略歴
第22回ニコラモデルオーディションでグランプリを受賞し、ニコラ専属モデル（ニコモ）となる。同誌2018年10月号が初登場。同誌2018年12月号より始まった次世代エースモデルを選抜するプロジェクト「Top of nicola MODEL」（TNM）に参加する。
2019年3月28日に東京都内で開催された「ニコラ東京開放日2019」で初めてランウェイを歩む。2019年8月24日にベルエポック第2校舎イベントホール（東京都渋谷区）で開催された「LesPros Teens Festival! 2019」に出演した。
2021年4月より、NHK Eテレのバラエティ番組「すイエんサー」に「すイエんサーガールズ」として出演し、同月発売の『BOMB』2021年5月号には、インタビュー記事が掲載される。

## 人物
- 所属事務所の先輩南沙良から青井乃乃へのラブトキシックイメージモデル交代のイベントにサプライズ登場した[12]。2022年4月にはラブトキシックのイメージモデルに就任している[13]。
- レプティーンフェスの開催に先立ち、竹下通りでチラシの配布を行った[14]。イベント当日は、ファッションショーに加えて、2ショット撮影会などファンとの交流の場が持たれた[15][16]。
- すき焼きと焼肉（特にタン塩）と寿司が好物である[1]。
- 中学校の部活動は演劇部である[8]。

## 出演

### 映画
- あしたのわたしへ 私の卒業－第3期－（2022年3月18日）- 橋本結衣 役

### バラエティ
- すイエんサー（2021年4月 - 2023年3月27日、NHK Eテレ） - すイエんサーガールズ[8][17][18]

### CM
- 北陸銀行「きらりファミリー」シリーズ - 北きらり 役
  - 『夢はひとりじゃない』篇（2021年10月28日 - ）[19]
  - 『新しい景色』篇（2021年12月25日 - ）[20]

## 書籍

### 雑誌
- nicola（2018年10月号 - 2023年4月号、新潮社） - 専属モデル[6][1]